# Strange Fruit

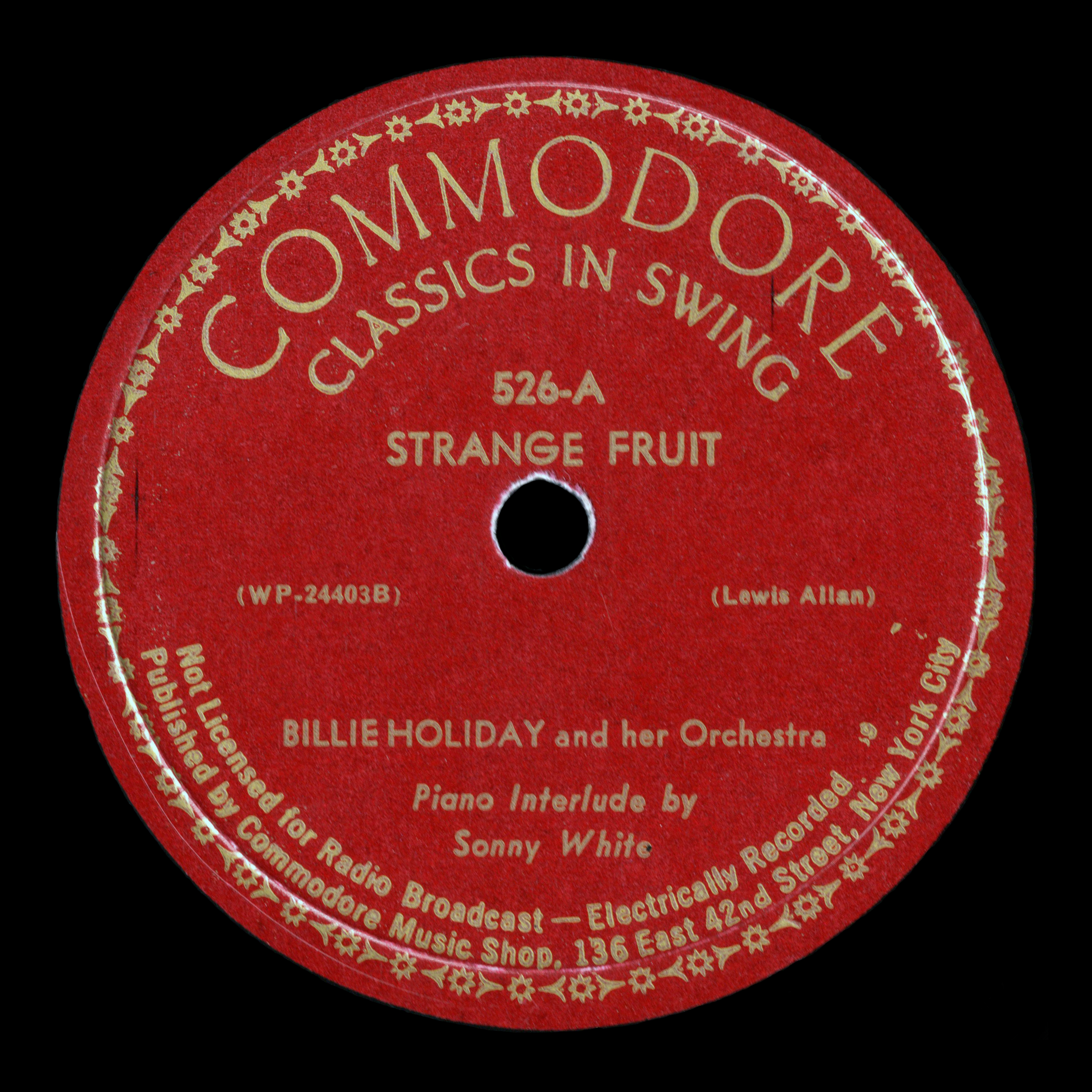
Etykieta płyty autorstwa Billie Holiday and Her Orchestra (526A) z 1939 r. wydanej przez Commodore Records.

Strange Fruit – piosenka najbardziej znana w wykonaniu Billie Holiday, która pierwszy raz zaśpiewała ją i nagrała w 1939 roku. 
Tekst napisany jako wiersz przez nauczyciela i autora piosenek Abla Meeropola opublikowany w 1936 roku opisuje lincz na Afroamerykanach. Inspiracją do napisania wiersza stała się fotografia przedstawiająca lincz dokonany na dwóch Afroamerykanach - Thomasie Shippie i Abramie Smicie. Meeropol, jako Żyd, utożsamił się z ofiarami tej zbrodni, gdyż naród żydowski był drugą po czarnych Amerykanach grupą społeczną prześladowaną przez Ku Klux Klan i białych suprematystów. 
Początkowe, zawierające tytułową frazę słowa utworu: „southern trees bear strange fruit” (pol. „drzewa na południu wydają dziwne owoce”) odnoszą się do wiszących na drzewach ciał ofiar linczów na południu USA, gdzie rasizm i samosądy na Afroamerykanach były na porządku dziennym. Głęboki i poruszający tekst, w połączeniu z przejmującym wokalem Billie Holiday sprawiły, że utwór stał się protest songiem przeciwko rasizmowi, śpiewanym m.in. także przez Ninę Simone.
W 1978 roku wersja Billie Holiday została umieszczona w Grammy Hall of Fame.
W 1999 roku magazyn Time ogłosił ją piosenką wieku.